# نوکیا لومیا ۹۲۰
نوکیا لومیا ۹۲۰ (به انگلیسی: Nokia Lumia 920) تلفن همراه هوشمند تولیدشده به‌وسیلهٔ شرکت نوکیا می‌باشد که در سپتامبر ۲۰۱۲ رونمایی و در اواخر ۲۰۱۲ عرضه می‌گردد. این تلفن هوشمند بر خلاف تلفن‌های هوشمند پیشین عرضه‌شده توسط نوکیا که دارای سیستم‌عامل سیمبیان هستند از سیستم‌عامل ویندوز فون ۸ شرکت مایکروسافت استفاده می‌کند.

## طراحی و ساخت
شکل ظاهری این گوشی اصلاً چیز جدیدی را برای بیننده به همراه ندارد. طراحی ساده‌ای که پیش‌تر در مدل‌های دیگری همچون لومیا ۹۰۰ دیده بودیم و تفاوت چندانی با دیگر مدل‌های خانواده لومیا ندارد. فقط قاب اطراف صفحه نمایش از قبل هم باریک‌تر شده و بیشتر فضای جلوی گوشی را صفحه نمایش دربر گرفته است. جنس پلی کربناتی بدنه نیز به حدی مقاوم است که می‌توان گفت احتمال خرابی این گوشی در اثر ضربه نزدیک به صفر است. در تمامی تست‌های صورت گرفته، مقاومت بدنه و صفحه نمایش لومیا ۹۲۰ در برابر ضربه، خارق‌العاده بودند، طوری که ما را متقاعد نمود این گوشی را از نظر کیفیت ساخت، به عنوان برترین گوشی در سال ۲۰۱۲ نیز انتخاب نماییم. البته این مقاومت بالا، برای نوکیا هزینه هم داشته و باعث گردیده قطر این گوشی مقداری زیاد شود و بیش از ۱ سانتی‌متر باشد. در قسمت زیرین صفحه نمایش، سه کلید کنترلی ویندوز فون قرار گرفته‌اند که وجود فاصله مناسب بین آن‌ها، استفاده از این سه کلید را بسیار راحت نموده است. در بالای صفحه نمایش نیز دوربین مکالمه تصویری، سنسور مجاورت و بلندگو قرار دارند. اما نگاهی به اطراف گوشی که بیندازیم، در طرفین آن با شیارها و کلیدهای متفاوتی مواجه می‌شویم. در قسمت زیرین گوشی درگاه مایکرو یواس‌بی قرار دارد که در طرفین آن بلندگوها وجود دارند. در لبه بالایی گوشی اما شکاف میکرو سیم کارت و جک ۳٫۵ میلی‌متری هدفون تعبیه شده‌اند. همچنین کلیدهای کنترل صدا، پاور و شاتر دوربین همگی در سمت راست گوشی به چشم می‌خورند. نهایتاً، بر روی قاب پشتی گوشی، دوربین و فلاش ال‌ای‌دی آن وجود دارند که نمای پشتی ساده‌ای را به گوشی بخشیده‌اند.

## سخت‌افزار

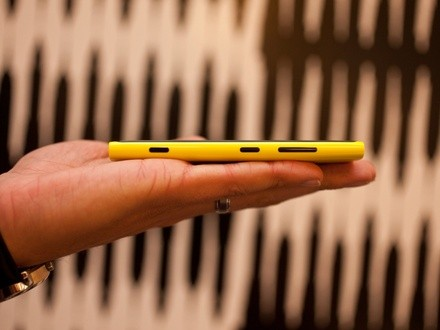
نوکیا لومیا ۹۲۰

### صفحه‌نمایش
لومیا ۹۲۰ دارای یک صفحه نمایش انحنا دار ۴٫۵ اینچی با دقت ۱۲۸۰×۷۶۸ است که به تکنولوژی جدید نوکیا یعنی PureMotionHD+ نیز مجهز شده است. با وجود چنین رزولوشنی، تراکم پیکسلی این صفحه نمایش ۳۳۲ پیکسل در هر اینچ می‌شود. پنل ال‌سی‌دی به کار رفته در این گوشی، طبق ادعای نوکیا ۲۵ درصد روشن‌تر از پنل‌های ال‌سی‌دی دیگر موجود در بازار است. همچنین این صفحه نمایش قادر است ۱۶ میلیون رنگ را نمایش دهد. عملکرد این صفحه نمایش در زوایای مختلف و در زیر نور مستقیم آفتاب نیز بسیار عالیست. اما مهم‌ترین نو آوری نوکیا در این گوشی به قابلیت جدید صفحه نمایش آن بر می‌گردد. این نمایشگر دارای تکنولوژی جدیدی است که به کاربران این امکان را می‌دهد که بتوانند با گوشی خود حتی با دستکش نیز کار کنند.

### پردازنده و حافظه
پردازشگر این گوشی چیپ اسنپ‌دراگون اس۴ است که پردازنده دو هسته‌ای ۱٫۵ گیگاهرتزی Krait و پردازشگر گرافیکی آدرنو ۲۲۵ را پشتیبانی می‌کند. در ضمن لومیا ۹۲۰ دارای یک گیگابایت حافظه رم است. این قدرت پردازشی باعث می‌گردد که این گوشی تمامی دستورات کاربر را به راحتی هر چه تمام‌تر اجرا نماید. حافظه داخلی این گوشی نیز ۳۲ گیگابایت است و از حافظه جانبی پشتیبانی نمی‌کند. با توجه به عملکرد خوب سیستم عامل ویندوز در مدیریت حافظه رم، عملکرد سخت‌افزاری این گوشی بسیار مناسب است و دستورات کاربر به سرعت اجرا می‌گردند. این گوشی از تنوع بسیار خوبی جهت اتصال به دنیای اینترنت از جمله پشتیبانی از شبکه پر سرعت نسل چهارم و وای-فای برخوردار است که به نظر می‌رسد با توجه به صفحه نمایش بزرگ و سیستم عامل آن، مرورگری اینترنت در آن به بهترین و لذت بخش‌ترین حالت انجام پذیرد.

### دوربین
اما این گوشی اولین عضو خانواده لومیا خواهد بود که از تکنولوژی پیورویو در دوربین خود بهره می‌برد. درست است که سنسور دوربین این گوشی همانند گوشی ۸۰۸، سنسوری ۴۱ مگاپیکسلی نبوده و تنها ۸٫۷ مگاپیکسل است ولی طبق ادعای کمپانی نوکیا، این سنسور که ساخت کمپانی معتبر کارل زایس می‌باشد بسیار بهتر و بهینه تر از سنسورهای ۸ مگاپیکسلی موجود بر روی گوشی‌های دیگر است. به علاوه این دوربین به فلاش LED نیز مجهز بوده و می‌تواند با کیفیت فول‌اچ‌دی فیلم‌برداری کند. با وجود کمینه نسبت کانونی لنز دوربین این گوشی که f/۲٫۰ را به کاربر ارائه می‌نماید، عملکرد این دوربین در شرایط نا مساعد نوری بسیار رضایت بخش است و عکس‌های بسیار خوبی را در فضاهای تاریک ثبت می‌نماید.

### باتری
طبق اعلام نوکیا، باتری موجود بر روی این گوشی یک باتری ۲۰۰۰ میلی‌آمپر-ساعتی از نوع لیتیوم یونی است که به راحتی بیش از ۱۵ ساعت مکالمه ممتد را پشتیبانی می‌نماید.

## نرم‌افزار
این دستگاه جزو اولین گوشی‌های عرضه شده به بازار است که از سیستم عامل ویندوز فون نسخه هشتم بهره می‌برد. مایکروسافت تبلیغات زیادی برای این سیستم عامل انجام داده بود و کاربران انتظار زیادی از نسخهٔ جدید سیستم عامل موبایل کمپانی مایکروسافت داشتند. در عمل باید گفت که اگر پیش‌تر کاربر گوشی‌های مبتنی بر ویندوز فون ۷٫۰ و ۷٫۵ بوده‌اید، تغییرات زیادی در محیط سیستم عامل احساس نخواهید کرد. اصلی‌ترین تغییر ایجاد شده در سیستم عامل ویندوز فون ۸ نسبت به نسخه‌های پیشین، منوی استارت است که قابلیت‌های شخصی‌سازی جدیدی به آن اضافه شده است. برای مثال شما می‌توانید ابعاد کاشی‌های متحرک (Live Tiles) را تغییر داده و چیدمان آن‌ها را بنا به سلیقهٔ خود تغییر دهید. تغییر اصلی ایجاد شده در صفحهٔ قفل گوشی می‌باشد. تعداد زیادی از پیغام‌ها و هشدارها به صورت بسیار کامل و جامع در این صفحه نمایش داده می‌شوند که کاربر می‌تواند نوع پیغام‌های نشان داده شده در این صفحه را بنا به نیاز و سلیقهٔ خود، از منوی تنظیمات دستگاه تغییر دهد. یکی از قابلیت‌های جالب اضافه شده به ویندوز فون ۸، امکان «اتاق» است. این قابلیت به کاربر امکان می‌دهد که بتواند با تعدادی از مخاطبین مورد نظر را انتخاب کرده و با آن‌ها تصاویر و اطلاعات خود را به اشتراک بگذارید. از قابلیت‌های کاربردی این سیستم عامل می‌توان به منوی مالتی تسکینگ اشاره کرد که کاربر می‌تواند با نگه داشتن کلید بازگشت بر روی گوشی وارد این منو شود. ویندوز فون ۸ به طور پیش فرض از مرورگر اینترنت اینترنت اکسپلورر ۱۰ استفاده می‌کند. این مرورگر بسیار روان است و با سرعت بالایی می‌تواند صفحات اینترنتی را نشان دهد. به علاوه این مرورگر اینترنت به کاربر این امکان را می‌دهد که صفحات اینترنتی مورد نظر را با دوستان خود از طریق پیامک و شبکه‌های اجتماعی به اشتراک بگذارد. به جز این امکانات، نمی‌توان گفت که ویندوز فون ۸ تغییر چشمگیری نسبت به ویندوز فون منگو (نسخهٔ ۷٫۵) داشته است. مایکروسافت طراحی ویندوز فون ۸ را به بهترین نحو انجام داده است. محیط سیستم عامل کاملاً روان است و کاربران کوچک‌ترین کاهش سرعتی هنگام کار کردن و سوئیچ کردن بین برنامه‌های مختلف مشاهده نخواهند کرد.